# Liu Wanting
Dit is een Chinese naam; de familienaam is Liu.
Liu Wanting (Peking, 16 februari 1989) is een professioneel tennisspeelster uit China. Liu begon met tennis toen ze zes jaar oud was. Haar favoriete ondergrond is hardcourt. In het dubbelspel is zij succesvoller dan in het enkelspel. Medio 2013 stopte zij geheel met het enkelspel. Zij was actief in het internationale tennis van 2003 tot in 2017.

## Loopbaan in het dubbelspel
Haar beste resultaat is een finaleplaats op het WTA-toernooi van Guangzhou 2010, samen met landgenote Han Xinyun. Op het ITF-circuit won zij veertien titels. In oktober 2012 bereikte zij positie 110 op de wereldranglijst.

## Posities op deWTA-ranglijst
Positie per einde seizoen:
| jaar | rang enkelspel | rang dubbelspel |
| ---- | -------------- | --------------- |
| 2004 | 723            | 721             |
| 2005 | 464            | 281             |
| 2006 | 385            | 210             |
| 2007 | 390            | 238             |
| 2008 | 531            | 355             |
| 2009 | –              | 967             |
| 2010 | 851            | 132             |
| 2011 | 879            | 174             |
| 2012 | –              | 120             |
| 2013 | 988            | 496             |
| 2015 | –              | 529             |
| 2016 | –              | 526             |
| 2017 | –              | 934             |

## Palmares
| Legenda                 |
| ----------------------- |
| Grandslamtoernooi       |
| Olympische Spelen       |
| Year-End Championships  |
| Premier Mandatory       |
| Premier Five / WTA 1000 |
| Premier / WTA 500       |
| International / WTA 250 |
| Challenger / WTA 125    |

### WTA-finaleplaatsen enkelspel
geen

### WTA-finaleplaatsen vrouwendubbelspel
| nr.              | finale     | toernooi      | ondergrond | partner    | tegenstandsters             | score    |         |
| ---------------- | ---------- | ------------- | ---------- | ---------- | --------------------------- | -------- | ------- |
| gewonnen finales |            |               |            |            |                             |          |         |
| geen             |            |               |            |            |                             |          |         |
| verloren finales |            |               |            |            |                             |          |         |
| 1.               | 2010-09-19 | WTA Guangzhou | hardcourt  | Han Xinyun | Edina Gallovits Sania Mirza | 5-7, 3-6 | details |

### Gewonnen ITF-toernooien enkelspel
geen

### Gewonnen ITF-toernooien dubbelspel
| nr. | finale     | toernooi      | dotatie | ondergrond | partner       | tegenstandsters in finale                       | score             |
| --- | ---------- | ------------- | ------- | ---------- | ------------- | ----------------------------------------------- | ----------------- |
| 1.  | 2006-02-26 | Melilla       | $10.000 | hardcourt  | Sun Shengnan  | Sara del Barrio Aragón Sabrina Méndez Domínguez | 6-4, 6-0          |
| 2.  | 2006-08-06 | Changsha      | $25.000 | hardcourt  | Chen Yanchong | Xia Huan Xu Yifan                               | 6-3, 6-3          |
| 3.  | 2007-03-31 | Haiderabad    | $10.000 | hardcourt  | Chen Yi       | Cho Jeong-a Kim Ji-young                        | 6-4, 6-1          |
| 4.  | 2007-10-27 | Hamanako      | $25.000 | tapijt     | Lu Jingjing   | Chae Kyung-yee Mitsuko Ise                      | 6-2, 6-2          |
| 5.  | 2010-01-10 | Quanzhou      | $50.000 | hardcourt  | Zhou Yimiao   | Joelija Bejhelzymer Yan Zi                      | 6-1, 6-2          |
| 6.  | 2010-04-04 | Nanjing       | $10.000 | hardcourt  | Zhao Yijing   | Lu Jiaxiang Xi Li                               | 6-0, 6-4          |
| 7.  | 2010-05-16 | Tanjung Selor | $25.000 | hardcourt  | Zhang Ling    | Noppawan Lertcheewakarn Jessy Rompies           | 7-65, 6-3         |
| 8.  | 2011-01-09 | Quanzhou      | $50.000 | hardcourt  | Sun Shengnan  | Joelija Bejhelzymer Oksana Kalasjnikova         | 6-3, 6-2          |
| 9.  | 2011-08-28 | Saitama       | $10.000 | hardcourt  | Liang Chen    | Akari Inoue Ayumi Oka                           | 6-3, 5-7, [11-9]  |
| 10. | 2012-05-26 | Changwon      | $25.000 | hardcourt  | Xu Yifan      | Yang Zhaoxuan Zhang Kailin                      | 6-4, 7-5          |
| 11. | 2012-06-23 | Goyang        | $25.000 | hardcourt  | Sun Shengnan  | Nicha Lertpitaksinchai Peangtarn Plipuech       | 61-7, 6-3, [10-7] |
| 12. | 2012-08-05 | Peking        | $75.000 | hardcourt  | Sun Shengnan  | Chan Chin-wei Han Xinyun                        | 5-7, 6-0, [10-7]  |
| 13. | 2013-05-06 | Seoel         | $15.000 | hardcourt  | Yang Zhaoxuan | Chan Chin-wei Zhang Nannan                      | 6-2, 6-2          |
| 14. | 2015-07-19 | Tianjin       | $25.000 | hardcourt  | Lu Jingjing   | Chen Jiahui You Xiaodi                          | 6-7, 7-6, [10-4]  |